# Veldheimweg (Baarn)
De Veldheimweg is een rechte weg in Baarn in de Nederlandse provincie Utrecht. De weg verbindt Huize Veltheim aan de Zandvoortweg met het noordelijker gelegen beschermd dorpsgezicht Het Rode Dorp.
Doordat er geen bomen aan de weg stonden is de naam Veldheimweg gekozen in plaats van de eerder gekozen naam Veldheimlaan. De arbeiderswoningen zijn rond 1910 gebouwd. 

## Gemeentelijke Monumenten
Aan de straat staan de volgende gemeentelijke monumenten:
- Veldheimweg 1-7
- Veldheimweg 25-27